# 弗朗索瓦·奥特芒
弗朗索瓦·奥特芒（法語：François Hotman，1524年8月23日—1590年2月12日）法国新教徒律师和作家，与法学人文主义者和反对绝对君主制的反君权运动者有关联。他被称为”第一批现代革命家“。